# دوره دهم مجلس شورای اسلامی

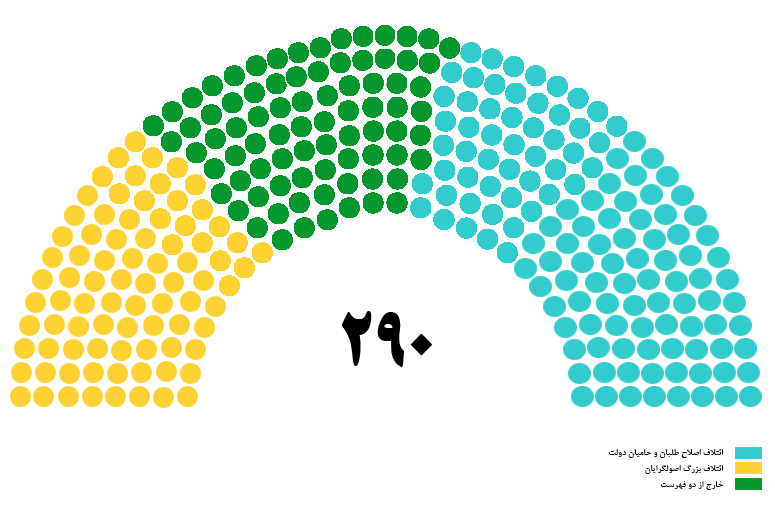

دورهٔ دهم مجلس شورای اسلامی از ۸ خرداد ۱۳۹۵ رسماً آغاز شد. نمایندگان این دوره در انتخابات دهمین دوره مجلس شورای اسلامی که در ۷ اسفند ۱۳۹۴ و ۱۰ اردیبهشت ۱۳۹۵ برگزار شد نیز انتخاب شدند.
مجلس دهم ۲۰۰ قانون تصویب کرد که بیشتر آن لوایح دولت بود. از دوره دهم مجلس شورای اسلامی به عنوان یکی از دوره‌هایی که سیدعلی خامنه‌ای، بیشترین دخالت را در آن داشته‌است یاد می‌شود. با پایان دوره دهم مجلس، دوازده سال نمایندگی و ریاست علی لاریجانی هم به پایان رسید. او از حضور در انتخابات دوره یازدهم مجلس خودداری کرد.

## تعداد کرسی هر استان در مجلس دهم
پراکنش ۲۹۰ کرسی مجلس شورای اسلامی در استان‌های ایران
| استان                                                                    | کرسی هر استان |
| ------------------------------------------------------------------------ | ------------- |
| تهران                                                                    | ۳۵            |
| آذربایجان شرقی، اصفهان                                                   | ۱۹            |
| خراسان رضوی، خوزستان، فارس                                               | ۱۸            |
| گیلان                                                                    | ۱۳            |
| آذربایجان غربی، مازندران                                                 | ۱۲            |
| کرمان                                                                    | ۱۰            |
| همدان، لرستان                                                            | ۹             |
| سیستان و بلوچستان، کرمانشاه                                              | ۸             |
| اردبیل، گلستان، مرکزی                                                    | ۷             |
| کردستان                                                                  | ۶             |
| زنجان، هرمزگان، اقلیت‌های دینی                                            | ۵             |
| بوشهر، چهارمحال و بختیاری، خراسان جنوبی، خراسان شمالی، سمنان، قزوین، یزد | ۴             |
| البرز، ایلام، قم، کهگیلویه و بویراحمد                                    | ۳             |

## ترکیب
از نظر ترکیب جنسیتی رأی‌دهندگان، ۴۸ درصد زن و ۵۲ درصد مرد بوده‌اند و از کل مجموعه آرا در کشور تعداد رأی‌دهندگان در روستاها ۳۱ درصد و در نقاط شهری ۶۹ درصد بوده‌است.
از مجموع ۲۸۸ نفر منتخب دهمین دوره مجلس، ۲۷۱ نفر مرد و ۱۷ نفر زن هستند. در میان آن‌ها ۷۳ نفر در ترکیب سنی ۳۰ تا ۴۵ سال، ۱۸۷ نفر در ترکیب سنی ۴۵ تا ۶۰ سال و ۲۸ نفر در ترکیب سنی ۶۵ سال به بالا قرار دارند و میانگین سنی نمایندگان مجلس دهم ۵۰ سال است. قابل ذکر است که این تعداد نماینده زن (۱–۱۸ نفر) در مجلس رکورد محسوب می‌گردد.
همچنین ۱۱۱ نفر از نمایندگان این دوره از نمایندگان دوره‌های گذشته مجلس هستند و ۱۷۷ نفر نیز برای نخستین بار نماینده مجلس شده‌اند.

## افتتاح

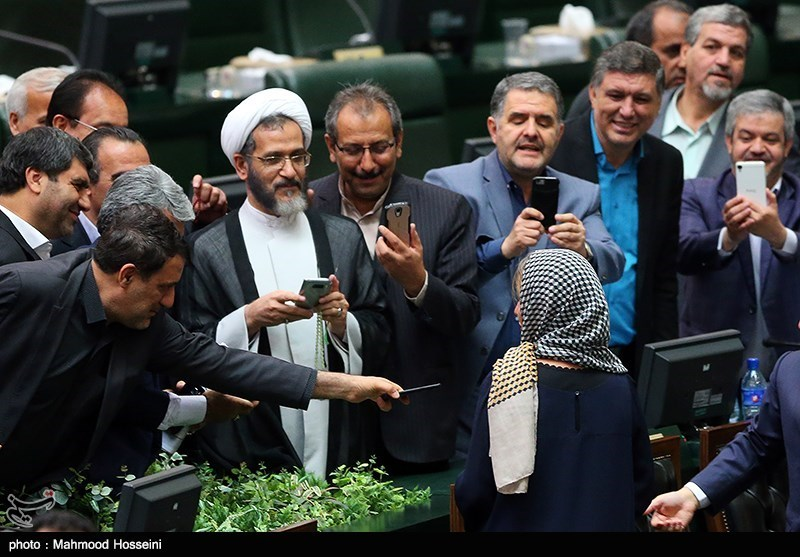
تصویر موگرینی با نمایندگان مجلس دهم

دوره دهم مجلس شورای اسلامی ۸ خرداد ۱۳۹۵ با حضور نمایندگان منتخب و شماری از مقام‌های سیاسی و نظامی ایران و با قرائت قران از سوی سعید طوسی در ساختمان مجلس این کشور افتتاح شد. حسن روحانی، رئیس‌جمهوری ایران، صادق لاریجانی، رئیس قوه قضائیه، احمد جنتی، رئیس مجلس خبرگان و دبیر شورای نگهبان و اکبر هاشمی رفسنجانی، رئیس مجمع تشخیص مصلحت نظام از جمله افراد حاضر در این مراسم بودند. محمد محمدی گلپایگانی، رئیس دفتر آیت‌الله علی خامنه‌ای پیام رهبر ایران را در مراسم افتتاحیه خواند.

### هیئت رئیسه سنی
جلسه افتتاحیه را عبدالرضا هاشم‌زائی، منتخب تهران به عنوان رئیس سنی اداره کرد. سید مصطفی ذوالقدر، منتخب میناب، نایب رئیس و سیده فاطمه حسینی منتخب تهران و سمیه محمودی، منتخب شهرضا دو دبیر هیئت رئیسه سنی مجلس دهم بودند. هاشم‌زائی، به عنوان رئیس، زنگ آغاز نخستین جلسه علنی مجلس را به صدا درآورد. ۲۶۵ نفر از منتخبان مجلس دهم در این نشست حضور داشتند.
| ردیف | سمت      | نام               | حوزهٔ انتخابیه                         | تاریخ تولد      | سن در افتتاحیه         | سابقهٔ نمایندگی |
| ---- | -------- | ----------------- | ------------------------------------- | --------------- | ---------------------- | -------------- |
| ۱    | رئیس     | عبدالرضا هاشم‌زائی | تهران، ری، شمیرانات، اسلامشهر و پردیس | ۵ مهر ۱۳۲۳      | ۷۲ سال، ۸ ماه و ۱ روز  | آری            |
| ۲    | نایب‌رئیس | سید مصطفی ذوالقدر | میناب، رودان، جاسک، سیریک و بشاگرد    | ۱ فروردین ۱۳۲۶  | ۷۰ سال، ۲ ماه و ۷ روز  | آری            |
| ۳    | دبیر اول | سیده فاطمه حسینی  | تهران، ری، شمیرانات، اسلامشهر و پردیس | ۱۲ فروردین ۱۳۶۴ | ۳۱ سال، ۱ ماه و ۲۷ روز | نه             |
| ۴    | دبیر دوم | سمیه محمودی       | شهرضا و دهاقان                        | ۱ فروردین ۱۳۶۳  | ۳۲ سال، ۲ ماه و ۷ روز  | نه             |

## هیئت رئیسه

### هیئت رئیسه موقت

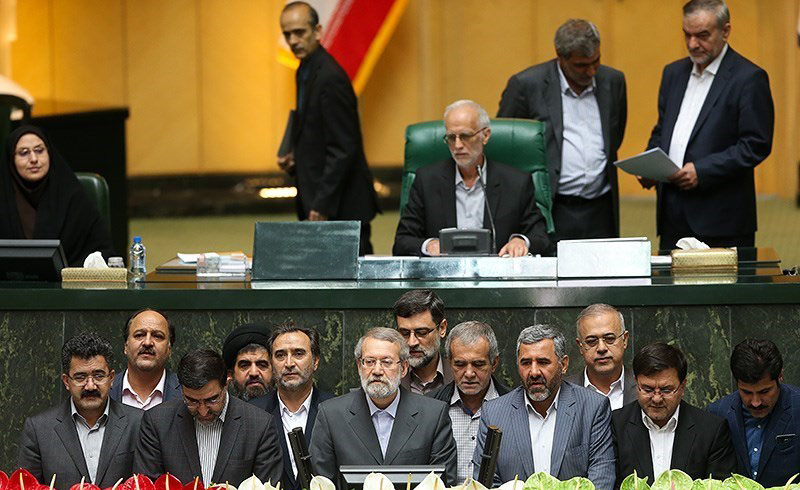
هیئت رئیسه موقت مجلس دهم

در ۹ خرداد ۱۳۹۵ در دومین جلسه علنی مجلس دهم، رئیس و ۱۱ عضو هیئت رئیسه موقت این دور از مجلس انتخاب شدند:
علی لاریجانی توانست با ۱۷۳ رأی در مقابل ۱۰۳ رأی محمدرضا عارف، ریاست موقت مجلس دهم را بر عهده بگیرد. مسعود پزشکیان با ۱۵۴ رأی و محمد دهقان با ۱۳۶ رأی به ترتیب به عنوان نواب اول و دوم رئیس انتخاب شدند. غلامرضا کاتب، سید امیرحسین قاضی‌زاده هاشمی، اکبر رنجبرزاده، عبدالکریم حسین‌زاده، سید ناصر موسوی لارگانی، احمد امیرآبادی فراهانی به عنوان دبیران هیئت رئیسه انتخاب شدند. بهروز نعمتی، محمد آشوری تازیانی و محمدقسیم عثمانی به عنوان ناظرین هیئت رئیسه انتخاب شدند.
بعد از تصویب حداقل دو سوم اعتبارنامه‌های نمایندگان انتخابات هیئت رئیسه برای یک سال اول مجلس دهم برگزار خواهد شد.
| ردیف | سمت          | نام                         | حوزهٔ انتخابیه                           | فراکسیون | حزب     | سابقهٔ نمایندگی | نتیجهٔ شمارش آرا |
| ---- | ------------ | --------------------------- | --------------------------------------- | -------- | ------- | -------------- | --------------- |
| ۱    | رئیس         | علی لاریجانی                | قم                                      | ولایت    | —       | آری            | ۱۷۳             |
| ۲    | نایب‌رئیس اول | مسعود پزشکیان               | تبریز، آذرشهر و اسکو                    | امید     | —       | آری            | ۱۵۴             |
| ۳    | نایب‌رئیس دوم | محمد دهقان                  | چناران و بینالود                        | ولایت    | رهپویان | آری            | ۱۳۶             |
| ۴    | دبیر         | غلامرضا کاتب                | گرمسار و آرادان                         | ولایت    | —       | آری            | ۱۶۱             |
| ۵    | دبیر         | سید امیرحسین قاضی‌زاده هاشمی | مشهد و کلات                             | ولایت    | پایداری | آری            | ۱۴۶             |
| ۶    | دبیر         | اکبر رنجبرزاده              | اسدآباد                                 | ولایت    | —       | آری            | ۱۳۸             |
| ۷    | دبیر         | عبدالکریم حسین‌زاده          | نقده و اشنویه                           | امید     | —       | آری            | ۱۳۷             |
| ۸    | دبیر         | سید ناصر موسوی لارگانی      | فلاورجان                                | ولایت    | پایداری | آری            | ۱۳۱             |
| ۹    | دبیر         | احمد امیرآبادی فراهانی      | قم                                      | ولایت    | رهپویان | آری            | ۱۳۰             |
| ۱۰   | ناظر         | بهروز نعمتی                 | تهران، ری، شمیرانات، اسلامشهر و پردیس   | ولایت    | —       | آری            | ۱۷۵             |
| ۱۱   | ناظر         | محمد آشوری تازیانی          | بندرعباس، قشم، ابوموسی، حاجی‌آباد و خمیر | ولایت    | —       | آری            | ۱۶۸             |
| ۱۲   | ناظر         | محمدقسیم عثمانی             | بوکان                                   | امید     | —       | آری            | ۱۳۸             |

### اجلاسیه اول

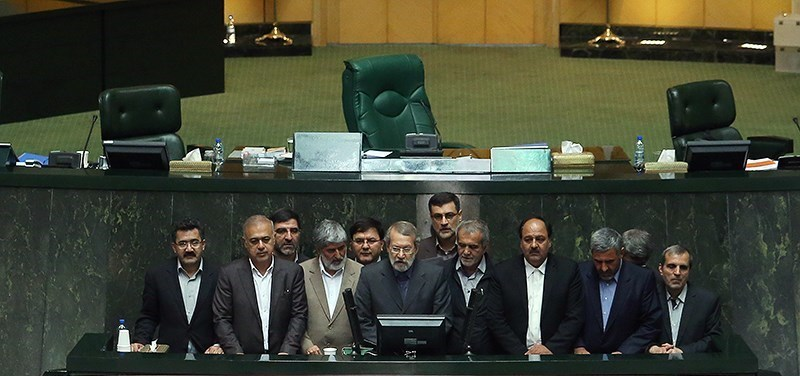
هیئت رئیسه دائم مجلس دهم سال اول

در ۱۱ خرداد ۱۳۹۵ انتخابات هیئت رئیسه دائم برگزار شد. پس از اعلام نتایج هیئت رئیسه موقت، محمدرضا عارف از نامزد شدن در کل ارکان هیئت رئیسه مجلس دهم انصراف داد و در نتیجه علی لاریجانی از لیست امید با کسب ۲۳۷ رأی در مقابل ۱۱ رأی مصطفی کواکبیان و ۲۸ رأی سفید به ریاست مجلس رسید.
مسعود پزشکیان و علی مطهری نیز از فراکسیون و لیست امید اصلاح طلبان به ترتیب با ۱۵۷ و ۱۳۳ رأی به عنوان نایب رئیس اول و دوم دست پیدا کردند.
سایر اعضای هیئت رئیسه نیز به ترتیب ذیل با آراء ذیل الذکر و فراکسیونهای اشاره شده، در صدر مجلس دهم قرار گرفتند.
| ردیف | سمت          | نام                         | حوزهٔ انتخابیه                           | فراکسیون | حزب     | سابقهٔ نمایندگی | نتیجهٔ شمارش آرا |
| ---- | ------------ | --------------------------- | --------------------------------------- | -------- | ------- | -------------- | --------------- |
| ۱    | رئیس         | علی لاریجانی                | قم                                      | ولایت    | —       | آری            | ۱۷۳             |
| ۲    | نایب‌رئیس اول | مسعود پزشکیان               | تبریز، آذرشهر و اسکو                    | امید     | —       | آری            | ۱۵۸             |
| ۳    | نایب‌رئیس دوم | علی مطهری                   | تهران، ری، شمیرانات، اسلامشهر و پردیس   | امید     | —       | آری            | ۱۳۳             |
| ۴    | دبیر         | غلامرضا کاتب                | گرمسار و آرادان                         | ولایت    | —       | آری            | ۱۴۶             |
| ۵    | دبیر         | سید امیرحسین قاضی‌زاده هاشمی | مشهد و کلات                             | ولایت    | پایداری | آری            | ۱۴۶             |
| ۶    | دبیر         | اکبر رنجبرزاده              | اسدآباد                                 | ولایت    | —       | آری            | ۱۴۰             |
| ۷    | دبیر         | علی‌اصغر یوسف‌نژاد            | ساری و میاندورود                        | امید     | —       | آری            | ۱۳۵             |
| ۸    | دبیر         | احمد امیرآبادی فراهانی      | قم                                      | ولایت    | رهپویان | آری            | ۱۲۸             |
| ۹    | دبیر         | محمدعلی وکیلی               | تهران، ری، شمیرانات، اسلامشهر و پردیس   | امید     | —       | نه             | ۱۲۴             |
| ۱۰   | ناظر         | محمد آشوری تازیانی          | بندرعباس، قشم، ابوموسی، حاجی‌آباد و خمیر | ولایت    | —       | آری            | ۱۶۵             |
| ۱۱   | ناظر         | بهروز نعمتی                 | تهران، ری، شمیرانات، اسلامشهر و پردیس   | ولایت    | —       | آری            | ۱۵۴             |
| ۱۲   | ناظر         | محمدقسیم عثمانی             | بوکان                                   | امید     | —       | آری            | ۱۳۸             |

### اجلاسیه دوم
در ۱۰ خرداد ۱۳۹۶ انتخابات هیئت رئیسه دائم برای سال دوم برگزار شد. پس از اعلام نتایج هیئت رئیسه، علی لاریجانی با کسب ۲۰۴ رأی از مجموع ۲۶۸ رأی ماخوذه رئیس مجلس ماند.
مسعود پزشکیان و علی مطهری نیز از فراکسیون و لیست امید اصلاح طلبان به ترتیب با ۱۷۹ و ۱۶۳ رأی از مجموع ۲۵۳ رأی به عنوان نایب رئیس اول و دوم دست پیدا کردند.
سایر اعضای هیئت رئیسه نیز به ترتیب ذیل با آراء ذیل الذکر و فراکسیونهای اشاره شده، در صدر مجلس دهم قرار گرفتند.
| ردیف | سمت          | نام                         | حوزهٔ انتخابیه                           | فراکسیون (زیر فراکسیون) | حزب     | سابقهٔ نمایندگی | نتیجهٔ شمارش آرا |
| ---- | ------------ | --------------------------- | --------------------------------------- | ----------------------- | ------- | -------------- | --------------- |
| ۱    | رئیس         | علی لاریجانی                | قم                                      | ولایت (مستقلان ولایی)   | —       | آری            | ۲۰۴             |
| ۲    | نایب‌رئیس اول | مسعود پزشکیان               | تبریز، آذرشهر و اسکو                    | امید                    | —       | آری            | ۱۷۹             |
| ۳    | نایب‌رئیس دوم | علی مطهری                   | تهران، ری، شمیرانات، اسلامشهر و پردیس   | امید                    | —       | آری            | ۱۶۳             |
| ۴    | دبیر         | اکبر رنجبرزاده              | اسدآباد                                 | ولایت (ولایی)           | —       | آری            | ۱۸۳             |
| ۵    | دبیر         | محمدحسین فرهنگی             | تبریز، آذرشهر و اسکو                    | ولایت (ولایی)           | —       | آری            | ۱۸۲             |
| ۶    | دبیر         | سید امیرحسین قاضی‌زاده هاشمی | مشهد و کلات                             | ولایت (ولایی)           | پایداری | آری            | ۱۷۹             |
| ۷    | دبیر         | غلامرضا کاتب                | گرمسار و آرادان                         | ولایت (مستقلان ولایی)   | —       | آری            | ۱۷۸             |
| ۸    | دبیر         | محمدعلی وکیلی               | تهران، ری، شمیرانات، اسلامشهر و پردیس   | امید                    | —       | نه             | ۱۷۱             |
| ۹    | دبیر         | احمد امیرآبادی فراهانی      | قم                                      | ولایت (ولایی)           | رهپویان | آری            | ۱۶۵             |
| ۱۰   | ناظر         | محمد آشوری تازیانی          | بندرعباس، قشم، ابوموسی، حاجی‌آباد و خمیر | ولایت (مستقلان ولایی)   | —       | آری            | ۱۶۴             |
| ۱۱   | ناظر         | بهروز نعمتی                 | تهران، ری، شمیرانات، اسلامشهر و پردیس   | ولایت (مستقلان ولایی)   | —       | آری            | ۱۲۹             |
| ۱۲   | ناظر         | اسدالله عباسی               | رودسر و املش                            | ولایت (ولایی)           | —       | آری            | ۱۲۲             |

### اجلاسیه سوم
در ۹ خرداد ۱۳۹۶ انتخابات هیئت رئیسه دائم برای سال دوم برگزار شد. پس از اعلام نتایج هیئت رئیسه، علی لاریجانی با کسب ۱۴۷ رأی از مجموع ۲۷۹ رأی ماخوذه رئیس مجلس ماند.
مسعود پزشکیان و علی مطهری نیز از فراکسیون امید اصلاح طلبان به ترتیب با ۱۵۷ و ۱۴۳ رأی از مجموع ۲۷۹ رأی در جایگاه نایب رئیس اول و دوم ابقا شدند.
سایر اعضای هیئت رئیسه نیز به ترتیب ذیل با آراء ذیل الذکر و فراکسیونهای اشاره شده، در صدر مجلس دهم قرار گرفتند.
| ردیف | سمت          | نام                         | حوزهٔ انتخابیه                           | فراکسیون      | حزب     | سابقهٔ نمایندگی | نتیجهٔ شمارش آرا |
| ---- | ------------ | --------------------------- | --------------------------------------- | ------------- | ------- | -------------- | --------------- |
| ۱    | رئیس         | علی لاریجانی                | قم                                      | مستقلان ولایی | —       | آری            | ۱۴۷             |
| ۲    | نایب‌رئیس اول | مسعود پزشکیان               | تبریز، آذرشهر و اسکو                    | امید          | —       | آری            | ۱۵۷             |
| ۳    | نایب‌رئیس دوم | علی مطهری                   | تهران، ری، شمیرانات، اسلامشهر و پردیس   | امید          | —       | آری            | ۱۴۳             |
| ۴    | دبیر         | محمدعلی وکیلی               | تهران، ری، شمیرانات، اسلامشهر و پردیس   | امید          | —       | نه             | ۱۳۴             |
| ۵    | دبیر         | علی‌اصغر یوسف‌نژاد            | ساری و میاندورود                        | امید          | —       | آری            | ۱۲۹             |
| ۶    | دبیر         | سید امیرحسین قاضی‌زاده هاشمی | مشهد و کلات                             | ولایی         | پایداری | آری            | ۱۲۹             |
| ۷    | دبیر         | علیرضا رحیمی                | تهران، ری، شمیرانات، اسلامشهر و پردیس   | امید          | —       | نه             | ۱۰۴             |
| ۸    | دبیر         | احمد امیرآبادی فراهانی      | قم                                      | ولایی         | رهپویان | آری            | ۹۸              |
| ۹    | دبیر         | اکبر رنجبرزاده              | اسدآباد                                 | ولایی         | —       | آری            | ۹۵              |
| ۱۰   | ناظر         | اسدالله عباسی               | رودسر و املش                            | ولایی         | —       | آری            | ۹۶              |
| ۱۱   | ناظر         | بهروز نعمتی                 | تهران، ری، شمیرانات، اسلامشهر و پردیس   | مستقلان ولایی | —       | آری            | ۹۶              |
| ۱۲   | ناظر         | محمد آشوری تازیانی          | بندرعباس، قشم، ابوموسی، حاجی‌آباد و خمیر | مستقلان ولایی | —       | آری            | ۸۹              |

### اجلاسیه چهارم
در انتخابات هیئت رئیسه سال چهارم، تمامی جایگاه‌ها بجز نایب رئیس دوم بدون تغییر ماند.
| ردیف | سمت          | نام                         | حوزهٔ انتخابیه                           | فراکسیون      | حزب     | سابقهٔ نمایندگی | نتیجهٔ شمارش آرا |
| ---- | ------------ | --------------------------- | --------------------------------------- | ------------- | ------- | -------------- | --------------- |
| ۱    | رئیس         | علی لاریجانی                | قم                                      | مستقلان ولایی | —       | آری            | ۱۵۵             |
| ۲    | نایب‌رئیس اول | مسعود پزشکیان               | تبریز، آذرشهر و اسکو                    | امید          | —       | آری            | ۱۴۸             |
| ۳    | نایب‌رئیس دوم | عبدالرضا مصری               | کرمانشاه                                | ولایی         | مؤتلفه  | آری            | ۱۴۳             |
| ۴    | دبیر         | سید امیرحسین قاضی‌زاده هاشمی | مشهد و کلات                             | ولایی         | پایداری | آری            | ۱۶۰             |
| ۵    | دبیر         | محمدعلی وکیلی               | تهران، ری، شمیرانات، اسلامشهر و پردیس   | امید          | —       | نه             | ۱۵۳             |
| ۶    | دبیر         | علی‌اصغر یوسف‌نژاد            | ساری و میاندورود                        | امید          | —       | آری            | ۱۵۱             |
| ۷    | دبیر         | اکبر رنجبرزاده              | اسدآباد                                 | ولایی         | —       | آری            | ۱۳۸             |
| ۸    | دبیر         | احمد امیرآبادی فراهانی      | قم                                      | ولایی         | رهپویان | آری            | ۱۳۲             |
| ۹    | دبیر         | علیرضا رحیمی                | تهران، ری، شمیرانات، اسلامشهر و پردیس   | امید          | —       | نه             | ۱۲۶             |
| ۱۰   | ناظر         | بهروز نعمتی                 | تهران، ری، شمیرانات، اسلامشهر و پردیس   | مستقلان ولایی | —       | آری            | ۱۶۵             |
| ۱۱   | ناظر         | محمد آشوری تازیانی          | بندرعباس، قشم، ابوموسی، حاجی‌آباد و خمیر | مستقلان ولایی | —       | آری            | ۱۴۴             |
| ۱۲   | ناظر         | اسدالله عباسی               | رودسر و املش                            | ولایی         | —       | آری            | ۱۳۴             |